# Bruce Greenshields
Bruce D. Greenshields (Winfield (Kansas), 14 april 1893 – Tyler (Texas), 12 februari 1979) was een van de eerste verkeerskundigen. Greenshields stond aan de wieg van de verkeersstroomtheorie, met een wetenschappelijke publicatie in 1933. Zijn onderzoek waarin hij verkeersmetingen met een camera verrichtte en verbanden afleidde tussen intensiteit, snelheid en dichtheid resulteerde in 1934 tot een PhD-thesis aan de Universiteit van Michigan. Het naar hem genoemde Greenshields model wordt nog vaak (in een aangepaste vorm) toegepast voor de modellering van verkeersstromen.